# Терапевтическая община
Терапевтическая община (терапевтическое сообщество, англ. therapeutic community) — основанный на соучастии и групповой поддержке подход к затяжным психическим расстройствам, расстройствам личности и наркотической зависимости. Данный подход, как правило, предусматривает оказание помощи в регионе проживания её получателей и наличие специалистов соответствующего профиля, проживающих вместе с получателями, терапию в социальной среде, групповую психотерапию и занятие практической деятельностью.     
По определению Ассоциации терапевтических сообществ, терапевтическая община — это место, где люди с особыми потребностями или проблемами живут вместе в попытке найти более адаптивный способ существования среди других. Определение «живут вместе» означает, что они вместе готовят еду, вместе играют, вместе работают и вместе проходят лечение.
Терапевтические общины получили известность в Великобритании и других странах благодаря хорошим результатам, заключающимся в успешной реабилитации и удовлетворённости пациентов. В Великобритании терапевтические общины обнаружили тенденцию к специализации на средних и тяжёлых расстройствах личности, сложных эмоциональных проблемах и проблемах межличностного общения. Развитие терапевтических общин в Соединённых Штатах пошло иным путём — путём создания общин, характеризующихся строгой иерархией или определённой направленностью и специализирующихся на наркотической или алкогольной зависимости.   
Понятие «терапевтическая община» было введено в оборот Томасом Мэйном в написанной им в 1946 году работе «Больница как терапевтическое учреждение» и впоследствии развито другими специалистами, в том числе Максвеллом Джонсом, Рональдом Лэйнгом, работавшим в Филадельфийской ассоциации, Дэвидом Купером, работавшим на Вилле 21, и Джошуа Биерером. В 1953 году этот термин был официально утверждён Всемирной организацией здравоохранения при анализе деятельности международных психиатрических организаций, которые рассматривали возможность реорганизовать психиатрические больницы в терапевтические общины.

## Цели и принципы
Целью терапевтических общин было создание терапевтической среды, которая является более свободной и контролируемой со стороны получателя помощи, а также позволяет отойти от авторитарных и унизительных практик, свойственных психиатрическим учреждениям. Идея заключалась в том, чтобы преобразовать жёсткую иерархическую организацию учреждения, при которой между персоналом и получателями помощи складывались отношения «вертикального» типа, в «горизонтальную» организацию, где были бы отношения на равных. Основные задачи терапевтических общин — реинтеграция пациента в социум и развитие его способности к адаптации; не само по себе излечение болезни, а предоставление пространства для всестороннего развития личности пациента. В качестве терапевтического инструмента выступают сохранение существующих связей с окружающими людьми и установление новых.
Ключевые принципы состоят в следующем: 
1. Получатели помощи являются активными участниками, от которых зависит процесс восстановления их собственного психического здоровья и психического здоровья тех, кто находится рядом с ними.
2. Ответственность за ведение домашнего хозяйства общины делится между получателями помощи и персоналом.
3. Психотропные препараты в терапевтических общинах не применяются или применяются редко, а предпочтение отдаётся групповой терапии.
4. Преобладает открытое, честное общение между всеми членами терапевтической общины — персоналом и пациентами[1].
5. Принцип демократизма — решение всех важных вопросов, включая планирование бюджета, на общем собрании пациентов и персонала[1].
6. Подход к лечению как к процессу научения, обучения, под которым понимается научение пониманию себя, совладанию с сильными чувствами, общению с внешним миром и его представителями в повседневной жизни, научение жизненным навыкам, необходимым для самостоятельного проживания[1].

Поведение более взрослых участников и специалистов формирует у нового присоединившегося к группе активное побуждение: 
1. Вести себя в соответствии с правилами общины.
2. Доверять другим.
3. Рассказывать о своих проблемах и тревогах.
4. Проявить своё участие в качестве активного члена общины.

Пациентов вовлекают в максимально возможное участие в повседневной жизни терапевтической общины (в частности, составление списка продуктов и их покупка, управление бюджетом при выборе продуктов, организация досуга, поддержание порядка в помещении и др.). Во многих терапевтических общинах издаётся собственная газета. Существенное внимание уделяется «присвоению» пространства комнаты, где живёт пациент. Пациенты активно участвуют в построении личного пространства: каким образом выбрать и расставить мебель, как украсить жилище по собственному вкусу.
По-другому рассматривается концепция заботы о пациенте: в терапевтическом сообществе это не выполняемая вместо пациента работа, а оказываемая ему помощь при самостоятельном выполнении им своей работы. Например, работа медсестры состоит не в том, чтобы в случае появления галлюцинаций у пациента вымыть вместо него пол, а в том, чтобы помочь ему при ухудшении его состояния закончить свою работу самому или вместе с медсестрой.

## История

### Терапевтические общины в Европе
Термин «терапевтическая община» ввёл в 1946 году английский психиатр Том Мэйн, который понимал под ним особенности организационного подхода, определённый набор принципов и методов оказания помощи больным. Спустя 12 лет тот же термин использовал Максвелл Джонс для обозначения модели помощи в госпитале Хендерсон в Лондоне. Термин «терапевтическая община» применялся также к ряду сообществ, альтернативных традиционным психиатрическим больницам и проводившим свою работу под флагом реформаторского и правозащитного движения.
Источником, предтечей современной модели терапевтических сообществ было возникновение движения нравственного лечения (Moral Treatment) в Англии в XVIII веке, впервые получившего применение в йоркской психиатрической клинике «Ретрит» (англ. The Retreat), основанной в конце XVIII столетия. В начале своей истории «Ретрит» был скорее приютом, чем лечебницей, в нём не применялось большинство существовавших на тот момент мер стеснения, и в основу отношений персонала и пациентов легла идея равенства всех людей, независимо от состояния их психического здоровья. Огромное внимание уделялось поощрению пациентов к осмысленному и оплачиваемому труду.
Другим истоком терапевтических общин считается Первый Нордфилдский эксперимент, возникший во время Второй мировой войны. В 1940 году Зигмунд Фоукс собрал группу пациентов и предложил им говорить друг с другом, «свободно ассоциируя вместе». Зимой 1942—1943 годов Уилфред Бион и Джон Рикман организовали помощь пациентам военного госпиталя, в основу которой лёг принцип групповой психотерапии. Именно группу У. Биона и Дж. Рикмана позднее и назовут Первым Нордфилдским экспериментом. Эксперимент проводился в нескольких палатах Нордфилдского госпиталя в Бирмингеме. Пациентов (солдат, заболевших теми или иными расстройствами) обучали военным специальностям, на них была возложена ответственность за порядок в палатах. В отдельной палате было введено самоуправление, практиковалось принятие самостоятельных решений, разделение ответственности. Большое внимание уделялось групповой терапии, и каждый пациент должен был войти минимум в одну группу. Как полагал Бион, малая группа была наиболее полезна в плане терапии: она обеспечивала пациенту с неврозом признание, поддержку, и работа в малой группе вела в конечном счёте к катарсису, излечению. Невроз каждого из солдат считался общим врагом группы, против которого они боролись сообща с психиатрами:55—56.
Благодаря хорошо организованной работе большинство пациентов были реабилитированы и вернулись на фронт, но из-за ослабления больничных порядков возникла анархия и нарушение дисциплины, и в результате проект был закрыт:57.
Через несколько месяцев после прекращения Первого Нордфилдского эксперимента работу по принципу терапевтической общины организовали в рамках целого госпиталя, что получило название Второго Нордфилдского эксперимента. Проект возглавлялся Гарольдом Бриджером, в нём участвовали также Э. Миллер, А. Торри, Т. Мэйн и З. Фоукс:57. Созданная ими терапевтическая община просуществовала около четырёх лет (с 1942 по 1946 год). Одним из нововведений проекта стал так называемый клуб госпиталя — освобождённая от кроватей и переоборудованная палата для встреч групп пациентов. В Нордфилде возникло множество творческих групп: свой журнал, газета, музыкальные ансамбли, театральные группы, группы танцев, садоводства и др. Пациенты работали и за пределами госпиталя — в гаражах, фермерских хозяйствах, конторах и фирмах, детских домах. Ближе к концу войны порядки в госпитале становились всё более демократическими, поощрялась активность пациентов в организационных вопросах, и больница была преобразована в самоуправляемое сообщество:57—58.
Пионером практики терапевтических общин называют Максвелла Шоу Джонса (1907—1990). В первой половине 1940-х годов он организовал групповые терапевтические встречи в военном психиатрическом госпитале Милл-хилл в Лондоне, а после окончания войны создал сходный проект в отделении реабилитации бывших военнопленных в Южной больнице Дартфорда, пригорода Лондона. В отделении было 300 коек; Джонс разделил 300 пациентов на малые социальные группки по 50 человек, каждая из которых являлась структурной единицей отделения. Группы пациентов собирались на встречи ежедневно, важную роль также играла трудовая реабилитация и включение солдат в жизнь большого общества:47—48.
В 1947 году Джонс получает новое назначение — становится заведующим отделением техногенных неврозов больницы в Бельмонте, и именно проект, организованный в этом отделении, сделал Джонса знаменитым на весь мир как зачинателя движения терапевтических сообществ. В отделении находились хронически больные безработные и неимущие, лица с личностными расстройствами, дезадаптированные в техногенном обществе. Став заведующим отделения, Джонс уничтожил в нём иерархию и ролевую структуру: приветствовалось свободное общение без ролей и иерархии, существовали многочисленные группы и объединения (терапевтические группы, трудовые мастерские, социальные группы), не было жёсткого режима, жёстких предписаний. Правила сводились в основном к тому, чтобы каждое утро присутствовать в 8:30 на встречах сообщества и каждый вечер в 21:00 быть готовым ко сну и надеть пижаму. Кроме психиатров и медсестёр, в штате отделения были психологи, социальные работники, преподаватели мастерских и др. Основным инструментом групповой работы являлись разнообразные групповые встречи, встречи сообщества — в том числе дискуссии по насущным социальным вопросам; лекции; встречи, на которых решались организационные вопросы, и пр.:49—51
В 1962 году Джонс становится главным врачом психиатрической больницы Динглтона в Мелроузе — городке к югу от Эдинбурга. В новом эксперименте он повторил свои прошлые достижения: были преодолены ролевые стереотипы, пациенты активно участвовали в собственном лечении и принимали также участие в решении проблем своих товарищей, организовывались многочисленные групповые встречи и семинары. Но кроме того, Джонс стремился преобразовать институциональную структуру больницы, приспособив её к целям терапевтического сообщества. Был создан Руководящий комитет сотрудников, организационные вопросы решались коллегиальным путём. Также Джонс впервые организовал группу бывших пациентов больницы и общежитие для восьми пациентов-мужчин, работающих за пределами больницы. Взаимодействию с обществом за пределами больницы Джонс в этом проекте уделял больше внимания, чем в предыдущих:52—53.
Под влиянием М. Джонса, Мэйна, Уилмера и других (Caudill 1958; Rapoport 1960), обобщивших результаты критических публикаций о существующей системе психиатрических больниц (Greenblatt et al. 1957, Stanton and Schwartz 1954), о социальных и политических тенденциях, проникших в мир психиатрии к концу Второй мировой войны и с её окончанием, концепции терапевтической общины и её слабого варианта — терапевтической социальной среды стали пользоваться популярностью и в 60-х годы XX века заняли значительное место в амбулаторной психиатрической практике.
В 1962 году известный представитель антипсихиатрии Дэвид Купер организовал в одном из отделений лондонской психиатрической больницы Шенли терапевтическую общину «Вилла 21», функционировавшую в течение четырёх лет. В эксперименте участвовали пациенты с диагнозами «шизофрения» и «расстройство личности». Купер ставил целью доказать, что распространённые представления, согласно которым врач должен непременно исполнять роль лидера группы, а контролирующую функцию должен осуществлять средний медицинский персонал и, если не принуждать пациентов повиноваться режиму дня и не контролировать его исполнение, пациенты станут игнорировать распорядок дня и не смогут функционировать как организованная группа, являются на самом деле предрассудками. В рамках проекта «Вилла 21» роль лидера в терапевтическом процессе и контролирующую роль в повседневной жизни сообщества должны были в некоторых случаях брать на себя пациенты. За четыре года в функционировании «Виллы 21» осуществилась смена ролей: пациенты стали принимать активное участие в своём лечении и в жизни отделения; несмотря на то, что никто не следил за режимом, пациенты самостоятельно продолжали следовать принятому распорядку. Аналогичным образом не оправдались и предрассудки, связанные с предписанием обязательного труда как механизма институционализации пациентов. Купер, описывая результаты своего эксперимента, отмечал: «Фактически за последние два года никто не получил от пациентов тяжёлых телесных повреждений, никто из молодых пациенток не забеременел, хотя они часто посещали своих приятелей в отделении, а также выходили с ними за пределы больницы».
В 1965 году известный британский психиатр и один из ведущих представителей антипсихиатрии Рональд Лэйнг создал при участии своих коллег и единомышленников терапевтическую общину в здании Кингсли-холл в Лондоне, не связанную ни с какой психиатрической больницей и не включённую в систему здравоохранения:111—115. В этой общине врачи и пациенты находились в равном положении. Лицам с шизофренией здесь предоставлялась возможность «пройти» через свой психоз, без подавления его психофармакологическими препаратами, шоковой терапией и другими подобными средствами, при дружеской поддержке и опеке всей общины. При этом бывшие психотики часто становились «проводниками» для новичков.
Жизнь Кингсли-холла не была строго регламентирована; существовало своеобразное антиправило, согласно которому все правила могут подвергаться сомнению. Обязательным было только участие в ужине за огромным старинным деревянным столом в холле, а также — в меньшей степени — участие в утренних групповых беседах. В здании общины проводились публичные лекции на темы психиатрии и антипсихиатрии, семинары; с жителями Кингсли-холла встречались деятели искусства, политические деятели. Кингсли-холл стал не просто терапевтической общиной или антибольницей, а подлинным контркультурным центром — средоточием музыкантов, поэтов, художников, левых радикалов и хиппи, точкой революционности в Лондоне 1960-х. Община в Кингсли-холле существовала пять лет и в 1970 году была закрыта:116—117,119.
В 1973 году последователь Лэйнга Джозеф Берк создал в викторианском здании на севере Лондона сообщество коммунарного проживания врачей и пациентов «Шатры», впоследствии выросшее в кризисный центр «Шатры». Те, кто переживал психические расстройства, именовались в сообществе Берка «гостями». Для гостей в «Шатрах» не существовало никаких ограничений, и они представляли различные социальные слои: в здании проживали простые рабочие и поп-звёзды, домохозяйки и психологи, представители религиозных и этнических меньшинств. Попасть в «Шатры» можно было исключительно на добровольной основе. Кризисный центр «Шатры» функционирует и поныне, хотя в 2009 году он был преобразован в Arbours Association. Ассоциация объединяет три терапевтических сообщества, ориентированных на развитие личности и поддержание свободной самореализации; каждое сообщество состоит из 7—8 человек и двух терапевтов-кураторов:171,174.
В Италии один из первых экспериментов по созданию терапевтической общины был проведён в начале 60-х годов XX века  в психиатрической больнице Гориции Франко Базальей. Его идеей, новаторской для своего времени, был отказ от изоляции, которая считалась единственным способом проводить лечение и реабилитацию психически больных.
Эксперимент, начатый Базальей в 1962 году, завершился  приблизительно через 15 лет принятием Закона 180 (который также называется Законом Базальи), предусматривавшим преобразование психиатрических больниц в открытые терапевтические учреждения. После принятия Закона 180 терапевтические общины распространились по всей территории Италии. Их предметом работы были не только психические расстройства, но и девиантное поведение и наркозависимость.

### Терапевтические общины в США
Американская традиция терапевтических общин имеет несколько иные истоки, чем в Европе:58: термин «терапевтическая община» стал применяться к возникшим в США в начале 1950-х годов коммунам для людей с зависимостью от психоактивных веществ, таким как Синанон, Дейтоп и Феникс-хауз. Поскольку идеологические принципы работы терапевтических общин для пациентов, страдающих хроническим алкоголизмом и наркоманией, оказались принципиально иными и в основу их легли строго иерархичные отношения между членами общины, они получили дополнительное обозначение иерархических, или концептуальных, терапевтических общин (в противоположность демократическим терапевтическим общинам) и не являются терапевтическими общинами в строгом смысле этого слова.
В конце 60-х годов XX века Фонд Асклепия посодействовал созданию терапевтических общин в исправительной тюрьме Марион и других учреждениях, где применялись трансакционный анализ, игра Синанона, программа двенадцати шагов и другие терапевтические методы. Некоторые из данных программ, такие как «Дом мысли» при исправительной системе Вирджинии, продолжались до середины 1980-х годов и продемонстрировали снижение рецидивизма на 17% при сравнительном исследовании наркозависимых, совершивших преступления, и насильников, которые принимали участие в программе в течение года или дольше. Терапевтические общины на иной основе в настоящее время используются для лечения наркотической зависимости в исправительных учреждениях нескольких американских штатов, включая Пенсильванию, Техас, Делавэр и Нью-Йорк. В Нью-Йорк-сити терапевтическая община для мужчин размещается в исправительной тюрьме Артура Килла на Статен-Айленде, а терапевтическая община для женщин составляет часть Бэйвьюской исправительной тюрьмы на Манхэттене.
Одной из своеобразных терапевтических общин стал центр «Уиндхос» Эдварда Подволла, созданный им в 1981 году в Боулдере (Колорадо). Другой такой же центр создал Джефри Фортьюн в начале 2000-х годов в Галифаксе (Новая Шотландия). Подволл и его коллеги работали с самыми различными психическими расстройствами и проблемами: психозами, обсессивно-компульсивными, аффективными расстройствами, наркоманией, алкоголизмом, аутизмом, старческими психическими расстройствами и др. В рамках проекта Подволла пациенты проживали отдельно друг от друга в арендованных домах (руководители «Уиндхоса» исходят из представления, что объединение людей с психическими расстройствами в одном месте проживания, характерное для психиатрической больницы, может привести к ухудшению состояния у пациентов, а окружение здоровых людей, напротив, может оказаться терапевтическим для человека с психическим расстройством). Акцент делался на повседневной активности (ведение домашнего хозяйства), установлении здоровых отношений (сначала в пределах терапевтической команды, затем происходит налаживание общения в социуме), на индивидуальной психотерапии, работе по графику для стабилизации суточных ритмов, укреплении физического здоровья, активизации творческой деятельности. Обычная жизнь среди нормальных людей, обычные повседневные занятия являются тем ресурсом, который Подволл и его коллеги задействовали в своей работе:201—204.

## Текущее состояние
В настоящее время терапевтические общины являются неотъемлемой частью национальных психиатрических служб Великобритании, Германии, Норвегии, Швеции, Греции, Финляндии и Италии. Существует целая сеть терапевтических сообществ, объединённых в Международную ассоциацию. Одна из важнейших задач ассоциации — изучение эффективности (в том числе экономической) деятельности терапевтических общин на основе доказательной медицины. Имеются подтверждения безусловной экономической эффективности терапевтических общин в системе тюрем, а также для людей с личностными и поведенческими расстройствами.
Из-за изменений в системе финансирования доступность этих терапевтических услуг в рамках программ Национальной службы здравоохранения в Великобритании сейчас под вопросом. Тем не менее развитие терапевтических миниобщин, функционирующих в течение трёх или более дней каждую неделю и пользующихся поддержкой различных неофициальных сетей взаимопомощи (которые занимаются, например, консультативной помощью по телефону, помощью в быту или предоставлением информационных материалов), открывает больше возможностей по сравнению с традиционными терапевтическими общинами, функционирующими в условиях стационара. В новой модели общины на севере Камбрии значительную роль играет веб-сайт, который модерируется получателями помощи согласно принципам терапевтической общины. Веб-сайт расширяет возможности общины за пределы личных «терапевтических встреч», обеспечивая надёжную групповую поддержку, не всегда возможную при других принципах работы.